# اتحادیه فوتبال مونته‌نگرو
اتحادیه فوتبال مونته‌نگرو (به انگلیسی: Football Association of Montenegro) نهاد اداره‌کننده مسابقات فوتبال و فوتسال در کشور مونته‌نگرو است.
این اتحادیه که در ۱۹۳۱ تأسیس شده عضو یوفا و فیفا نیز می‌باشد و مقر آن در شهر پودگوریتسا است.
مسابقات لیگ دسته اول فوتبال مونته‌نگرو و جام حذفی فوتبال مونته‌نگرو زیر نظر این اتحادیه برگزار می‌شود.